# マイゥート州
マイゥート州（マイゥートしゅう、マイウト、英語: Maiwut State）は、南スーダン北東部上ナイル地方にかつて存在した州。州都はマイゥート。
2017年1月14日のキール大統領令によってラトゥジョール州より分離・設立、2020年に廃止された。

## 下位区分
3郡から成る。
- コマ郡
- ロンジチュク郡（英語版）
- マイゥート郡（英語版）